# Primera División femenina de fútbol sala
La Primera División femenina de fútbol sala es la máxima categoría de fútbol sala femenino en España, ha sido organizada por el Comité Nacional de Fútbol Sala de la Real Federación Española de Fútbol desde su creación en 1994 hasta finalizar la temporada 2019-20. A partir de la temporada 2020-21 es organizado por el Comité Profesionalizado.

## Palmarés
| Temp.   | Primero                  | Segundo                      | Tercero                            | Cuarto                            | Máx. Goleadora                     |
| ------- | ------------------------ | ---------------------------- | ---------------------------------- | --------------------------------- | ---------------------------------- |
| 1994-95 | Sal Lence Coruña         | Trocadero de Toledo          | Valladolid FS                      | Arale Anai Crevillente            | Pilita (44)                        |
| 1995-96 | Sal Lence Coruña         | Sanpedrotarrak               | Trocadero de Toledo                | Meirás                            |                                    |
| 1996-97 | Femesala Elche           | Sal Lence Coruña             | Sanpedrotarrak                     | Eurasia Torrejón                  | Eva Manguán                        |
| 1997-98 | Femesala Elche           | Sanpedrotarrak               | Sal Lence Coruña                   | FSF Móstoles                      | Eva Manguán (63)                   |
| 1998-99 | C.D. Ourense             | Trocadero Toledo             | Montoris Tamarite                  | Femesala Elche                    |                                    |
| 1999-00 | Femesala Elche           | C.D. Ourense                 | Rayo Mejorada                      | FSF Móstoles                      |                                    |
| 2000-01 | FSF Móstoles             | Femesala Elche               | Olimpia Murcia                     | Dracena Melilla                   |                                    |
| 2001-02 | UCAM Murcia              | C.D. Ourense                 | Femesala Elche                     | Hegoalde Tolosa K.E.              | Eva Manguán                        |
| 2002-03 | UCAM Murcia              | Femesala Elche               | Hegoalde Tolosa K.E.               | Futsi Navalcarnero                |                                    |
| 2003-04 | Femesala Elche           | UCAM Murcia                  | Futsi Navalcarnero                 | Tecnocasa Móstoles                | Eva Manguán                        |
| 2004-05 | Femesala Elche           | Futsi Navalcarnero           | UCAM Murcia                        | Tecnocasa Móstoles                | Eva Manguán                        |
| 2005-06 | Tecnocasa Móstoles       | Futsi Navalcarnero           | UCAM Murcia                        | Femesala Elche                    | Eva Manguán (52)                   |
| 2006-07 | Femesala Elche Ocio Azul | Encofra Navalcarnero         | Tecnocasa Móstoles                 | UCAM Murcia                       | Bea Martín (47) Sofía Candela (47) |
| 2007-08 | Femesala Elche Ocio Azul | Encofra Navalcarnero         | Tecnocasa Móstoles                 | Cajasur Córdoba                   | Sofía Vieira (39)                  |
| 2008-09 | Cajasur Córdoba          | Femesala Elche Ocio Azul     | Somatrans Móstoles                 | Encofra Navalcarnero              | Peque (38)                         |
| 2009-10 | Cajasur Córdoba          | Femesala Elche               | Móstoles Cospusa                   | Diamante Rioja                    | Ampi (54)                          |
| 2010-11 | Ponte Ourense SAD        | Móstoles Cospusa             | At. Madrid Navalcarnero            | Burela Pescados Rubén             | Ampi (41) Dani Domingos (41)       |
| 2011-12 | At. Madrid Navalcarnero  | FSF Móstoles                 | Burela Pescados Rubén              | C. Queralt Gironella              | Bea Martín (42)                    |
| 2012-13 | Burela Pescados Rubén    | Atlético Madrid Navalcarnero | Ciudad de Alcorcón                 | Universidad de Alicante           | Sara Navalón (36)                  |
| 2013-14 | At. Madrid Navalcarnero  | Burela Pescados Rubén        | AD Alcorcón FSF                    | Universidad de Alicante           | Peque (40)                         |
| 2014-15 | At. Madrid Navalcarnero  | Cidade de As Burgas FS       | Burela Pescados Rubén              | Universidad de Alicante           | Ari (42)                           |
| 2015-16 | Burela Pescados Rubén    | At. Feminas Navalcarnero     | AD Alcorcón FSF                    | Universidad de Alicante           | Iria Saeta (42)                    |
| 2016-17 | Futsi At. Navalcarnero   | Universidad de Alicante      | AD Alcorcón FSF                    | Burela Pescados Rubén             | Iria Saeta (38)                    |
| 2017-18 | Jimbee Roldán FSF        | Futsi At. Navalcarnero       | Burela Pescados Rubén              | Universidad de Alicante           | Vane Sotelo (36)                   |
| 2018-19 | Futsi At. Navalcarnero   | Burela Pescados Rubén        | Ourense Envialia C. F.             | Jimbee Roldán FSF                 | Ari (39)                           |
| 2019-20 | Burela Pescados Rubén    | AD Alcorcón FSF              | Ourense Envialia C. F.             | -                                 | Vane Sotelo (36)                   |
| 2020-21 | Burela Pescados Rubén    | Futsi At. Navalcarnero       | STV Roldán FSF                     | AD Alcorcón FSF                   | Ari (36)                           |
| 2021-22 | Futsi At. Navalcarnero   | Burela Pescados Rubén        | STV Roldán FSF                     | Melilla Sport Capital Torreblanca | Ari (30)                           |
| 2022-23 | Burela Pescados Rubén    | Futsi At. Navalcarnero       | Poio Pescamar                      | Melilla Sport Capital Torreblanca | Bia (34)                           |
| 2023-24 | Burela Pescados Rubén    | Futsi At. Navalcarnero       | Melilla Sport Capital Torreblanca  | Poio Pescamar                     | Laura Córdoba (37)                 |
| 2024-25 | Futsi At. Navalcarnero   | STV Roldán FSF               | Melilla Ciudad Deporte Torreblanca | Burela                            | Emilly Marcondes (39)              |

## Títulos por equipo
| Equipo                      | Campeón | Subcampeón | Títulos por año                                                |
| --------------------------- | ------- | ---------- | -------------------------------------------------------------- |
| Futsi Atlético Navalcarnero | 7       | 10         | 2011/12, 2013/14, 2014/15, 2016/17, 2018/19, 2021/22 y 2024/25 |
| Femesala Elche              | 7       | 4          | 1996/97, 1997/98, 1999/00, 2003/04, 2004/05, 2006/07 y 2007/08 |
| CD Burela FS                | 6       | 3          | 2012/13, 2015/16, 2019/20, 2020/21, 2022/23 y 2023/24          |
| FSF Móstoles                | 2       | 2          | 2000/01 y 2005/06                                              |
| Sal Lence Coruña            | 2       | 1          | 1994/95 y 1995/96                                              |
| UCAM Murcia                 | 2       | 1          | 2001/02 y 2002/03                                              |
| Cajasur Córdoba             | 2       | 0          | 2008/09 y 2009/10                                              |
| C.D.Ourense                 | 1       | 2          | 1998/99                                                        |
| Roldán FSF                  | 1       | 1          | 2017/18                                                        |
| Ponte Ourense               | 1       | 0          | 2010/11                                                        |
| Sanpedrotarrak              | 0       | 2          |                                                                |
| Trocadero de Toledo         | 0       | 2          |                                                                |
| Cidade de As Burgas FS      | 0       | 1          |                                                                |
| Universidad de Alicante FSF | 0       | 1          |                                                                |
| AD Alcorcón FSF             | 0       | 1          |                                                                |

## Estadísticas

### Clasificación histórica
Actualizado hasta la temporada 2024-25 inclusive. Sombreados los equipos que participan en la temporada 2025-26.
| Pos.                      | Equipo                           | Temporadas | Puntos | Jugados | Ganados | Empatados | Perdidos | G. F. | G. C. |
| ------------------------- | -------------------------------- | ---------- | ------ | ------- | ------- | --------- | -------- | ----- | ----- |
| 1                         | Futsi At. Navalcarnero           | 27         | 1785   | 763     | 571     | 64        | 127      | 3635  | 1649  |
| 2                         | FSF Móstoles                     | 30         | 1436   | 837     | 446     | 110       | 281      | 3249  | 2168  |
| 3                         | CD Burela FS                     | 16         | 1108   | 466     | 355     | 43        | 68       | 1859  | 867   |
| 4                         | Femesala Elche                   | 16         | 1014   | 440     | 325     | 45        | 70       | 2066  | 946   |
| 5                         | Ourense Ontime                   | 18         | 894    | 527     | 269     | 86        | 172      | 1634  | 1134  |
| 6                         | UCAM Murcia                      | 18         | 850    | 497     | 263     | 58        | 176      | 1941  | 1423  |
| 7                         | AD Alcorcón FSF                  | 14         | 752    | 405     | 232     | 56        | 117      | 1443  | 907   |
| 8                         | FSF Gironella/AE Penya Esplugues | 18         | 701    | 528     | 206     | 83        | 239      | 1373  | 1346  |
| 9                         | Roldán FSF                       | 13         | 641    | 375     | 192     | 65        | 118      | 1160  | 830   |
| 10                        | Universidad de Alicante FSF      | 11         | 592    | 317     | 185     | 37        | 95       | 1083  | 668   |
| Fuente: Twitter@Cuenqui79 |                                  |            |        |         |         |           |          |       |       |

### Tabla histórica de goleadoras
| Puesto                                                                                                   | Jugadora         | Goles | Equipos                                                                                  |
| --- | ---------------- | ----- | ---------------------------------------------------------------------------------------- |
| 1 | Eva Manguán *    | 590   | FSF Móstoles, CD Futsi Atlético Navalcarnero, Sal Lence                                  |
| 2 | Bea Martín *     | 426   | FSF Móstoles, Femesala Elche, Ucam Murcia, Trocadero Toledo                              |
| 3 | Peque            | 416   | AD Alcorcón FSF, Burela FS, FSF Rioja, Rayo Majadahonda                                  |
| 4 | Sofía Candela *  | 398   | AD Alcorcón FSF, Femesala Elche, Sal Lence, Ucam Murcia, Azabe Anai                      |
| 5 | Sara Moreno      | 377   | Ponte Ourense, Cajasur Córdoba, Valladolid FSF                                           |
| 6 | Vane Sotelo      | 372   | CD Futsi Atlético Navalcarnero, AD Alcorcón FSF, Cidade de As Burgas, Ponte Ourense      |
| 7 | Natalia Flores * | 349   | AD Alcorcón FSF, CD Futsi Atlético Navalcarnero, Pinto, FSF Móstoles, Kettal Fuenlabrada |
| 8 | Bea Seijas *     | 337   | Ponte Ourense, CD Ourense, Sal Lence                                                     |
| 9 | Leti Sánchez *   | 325   | CD Futsi Atlético Navalcarnero, Ucam Murcia                                              |
| 10 | Txitxo           | 311   | Universidad Alicante, Femesala Elche, Sanpedrotarrak                                     |
| Datos completos desde 2006 hasta 2025 y parciales desde 1995 hasta 2006. Recopilación de datos al 90,78% |                  |       |                                                                                          |

Nota: Las jugadoras marcadas con * posiblemente tengan más goles de los que indica la tabla. 

### Jugadoras con más partidos disputados
| Puesto                                                                                                   | Jugadora           | Partidos | Equipos |
| --- | ------------------ | -------- | --- |
| 1 | Vane Barberá *     | 560      | Ponte Ourense, CD Futsi Atlético Navalcarnero, Femesala Elche, Ucam Murcia, Kettal Fuenlabrada, FSF Móstoles |
| 2 | Leti Sánchez *     | 534      | CD Futsi Atlético Navalcarnero, Ucam Murcia                                                                  |
| 3 | Patri Chamorro *   | 529      | FSF Móstoles, CD Futsi Atlético Navalcarnero                                                                 |
| 4 | Inma Martín        | 495      | FSF Móstoles                                                                                                 |
| 5 | Marta Figueiredo * | 484      | Ponte Ourense, CD Ourense                                                                                    |
| 6 | Peque              | 483      | AD Alcorcón FSF, Burela FS, Diamante Rioja, Majadahonda                                                      |
| 7 | Anita Luján        | 478      | CD Futsi Atlético Navalcarnero, AD Alcorcón FSF, Ucam Murcia                                                 |
| 8 | Bea Seijas *       | 474      | Ponte Ourense, CD Ourense, Sal Lence                                                                         |
| 9 | Sara Moreno        | 472      | Ponte Ourense, Cajasur Córdoba, Valladolid FSF                                                               |
| 10 | Mirian Ruiz        | 460      | Marín Futsal, Poio Pescamar, Poio Pescamar, Roldán FSF, Femesala Elche                                       |
| Datos completos desde 2006 hasta 2025 y parciales desde 1995 hasta 2005. Recopilación de datos al 89,14% |                    |          | |

Nota: Las jugadoras marcadas con * pueden tener más partidos de los que indica la tabla.